# Anna di Danimarca
Anna di Danimarca (Skanderborg, 12 dicembre 1574 – Hampton Court, 2 marzo 1619) fu regina consorte di Scozia prima e poi anche di Inghilterra e Irlanda come moglie di Giacomo I d'Inghilterra e VI di Scozia.
Era figlia del re Federico II di Danimarca e Norvegia e di Sofia di Meclemburgo-Güstrow. Anna sposò Giacomo a quattordici anni e gli diede tre figli che sopravvissero all'infanzia, tra cui il futuro Carlo I d'Inghilterra. Mostrò di avere carattere e forza di volontà sufficienti per usare le dissidenze politiche in Scozia nei suoi conflitti personali con il marito in merito alla custodia del figlio Enrico Federico, principe di Galles. All'inizio parve che Anna e Giacomo si amassero, ma gradualmente il rapporto si deteriorò portandoli a vivere separati, anche se un certo grado di affetto e di mutuo rispetto sopravvisse.
In Inghilterra Anna preferì disinteressarsi alle lotte politiche e dedicarsi al patrocinio delle arti, costruendo una magnifica corte e arrivando ad ospitare uno dei salotti letterari più invidiati d'Europa. Dal 1612 la salute di Anna cominciò a deperire ed ella si ritirò gradualmente dalla vita di corte. Nonostante sia stato riportato che fosse di fede protestante al momento della sua morte, vi sono delle prove che indicano che a un certo punto si sia convertita al Cattolicesimo.

## Biografia

### Primi anni
Anna nacque nel 1574 nel castello di Skandenborg, in Danimarca: le date di nascita e di morte sono variamente registrate e quelle qui sopra riportate sono quelle incise sulla sua tomba. La sua nascita non fu ben accolta dal padre Federico II di Danimarca, che stava cercando disperatamente di avere un figlio maschio. Sua moglie Sofia di Meclemburgo-Güstrow era comunque appena diciassettenne e tre anni dopo diede alla luce Cristiano, futuro re.
Anna venne mandata con la sorella maggiore Elisabetta a Güstrow, perché fossero cresciute dai nonni Ulrico III di Meclemburgo-Güstrow ed Elisabetta di Danimarca. La corte dei nonni era molto diversa da quella paterna: nella corte di Federico c'erano pranzi principeschi, scorrevano grandi quantità di vino e i costumi erano alquanto liberi (prova ne fossero i continui tradimenti di Federico alla moglie), presso la corte tedesca Anna ed Elisabetta trovarono invece un'atmosfera più sobria e frugale. Anche il fratello Cristiano le raggiunse, ma nel 1579 il Consiglio privato chiese ed ottenne che i tre tornassero a casa.
Alla corte paterna Anna crebbe comunque felice grazie all'interessamento della madre, che provvide ad allevare i figli personalmente pur tra una malattia e l'altra. Furono molti i pretendenti che si fecero avanti per sposare le principesse danesi, incluso fra questi Giacomo I d'Inghilterra, che guardava con occhio favorevole alla Danimarca, paese religiosamente riformato e potenziale alleato commerciale. All'inizio gli ambasciatori scozzesi puntarono su Elisabetta, ma Federico la fece fidanzare con Enrico Giulio di Brunswick-Lüneburg, promettendo a Giacomo, se gli fosse piaciuta, la secondogenita Anna.

### Le nozze con il re di Scozia

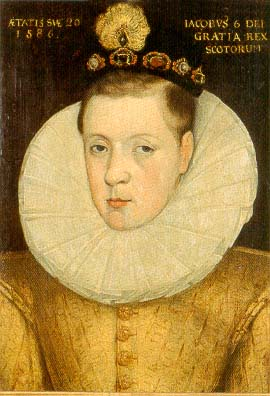
Ritratto di Giacomo VI di Scozia, 1586.

Nel 1588 Federico morì e Sofia si trovò in una posizione difficile perché il Consiglio privato voleva controllare da vicino il giovane Cristiano. Come organizzatrice di unioni comunque se la cavò egregiamente, scavalcò diversi punti critici circa la dote e nel luglio del 1586 Giacomo ed Anna si trovarono ufficialmente fidanzati. Si dice che Anna fosse molto coinvolta nel progetto delle proprie nozze e voci di corte riportarono quanto ella si dichiarasse innamorata del promesso sposo. Il fatto che Giacomo paresse preferire gli uomini alle donne le venne debitamente tenuto nascosto.
Quale che fosse la verità circa i gusti sessuali di Giacomo, egli doveva sposarsi se voleva salvare la dinastia Stuart e nell'agosto del 1589 i due si sposarono per procura. La cerimonia si svolse al castello di Kronborg e George Keith, V conte Marischal (1553 circa-1623) fece da sostituto di Giacomo coricandosi simbolicamente con lei nel letto nuziale.
Anna doveva quindi partire per la Scozia, ma una serie di disavventure la fecero attraccare sulle coste della Norvegia e da lì andò a Oslo, insieme a Keith e agli ambasciatori danesi e scozzesi. Il 12 settembre uno di essi attraccò a Leith ed informò Giacomo di essere stato separato dalla nave di Anna nel corso di una tempesta; il re preoccupato istituì delle squadre di ricerca. In ottobre i danesi lasciarono il campo per l'arrivo dell'inverno e Giacomo partì personalmente per cercare la moglie insieme a una piccola flotta e alla fine arrivò da lei a Oslo il 19 novembre.
Il matrimonio de visu ebbe luogo proprio ad Oslo, il 23 novembre di quell'anno, con una cerimonia estremamente sfarzosa. Anna venne considerata da tutti come donna di grande bellezza e devozione, che avrebbe recato grande felicità al marito. Il 22 dicembre con seguito ridotto la coppia si recò al castello di Kronborg dove ricevettero le congratulazioni della regina Sofia, del principe Cristiano e dei suoi quattro reggenti. Nel mese di marzo si recarono quindi a Copenaghen per assistere alle nozze della sorella di Anna, Elisabetta, con Enrico Giulio di Brunswick-Lüneburg, facendo infine ritorno in Scozia il 1º maggio. Cinque giorni dopo Anna fece il proprio ingresso trionfale ad Edimburgo in carrozza, mentre il marito la seguì a cavallo.
Anna fu incoronata regina il 17 maggio 1590, nell'Holyrood Abbey - la prima ad essere incoronata in Scozia secondo il rito protestante - giurando di opporsi a tutte le superstizioni di stampo papista e a qualunque cerimonia o rituale contrarii alla parola di Dio Padre.

### Dissidi per la custodia del principe di Galles

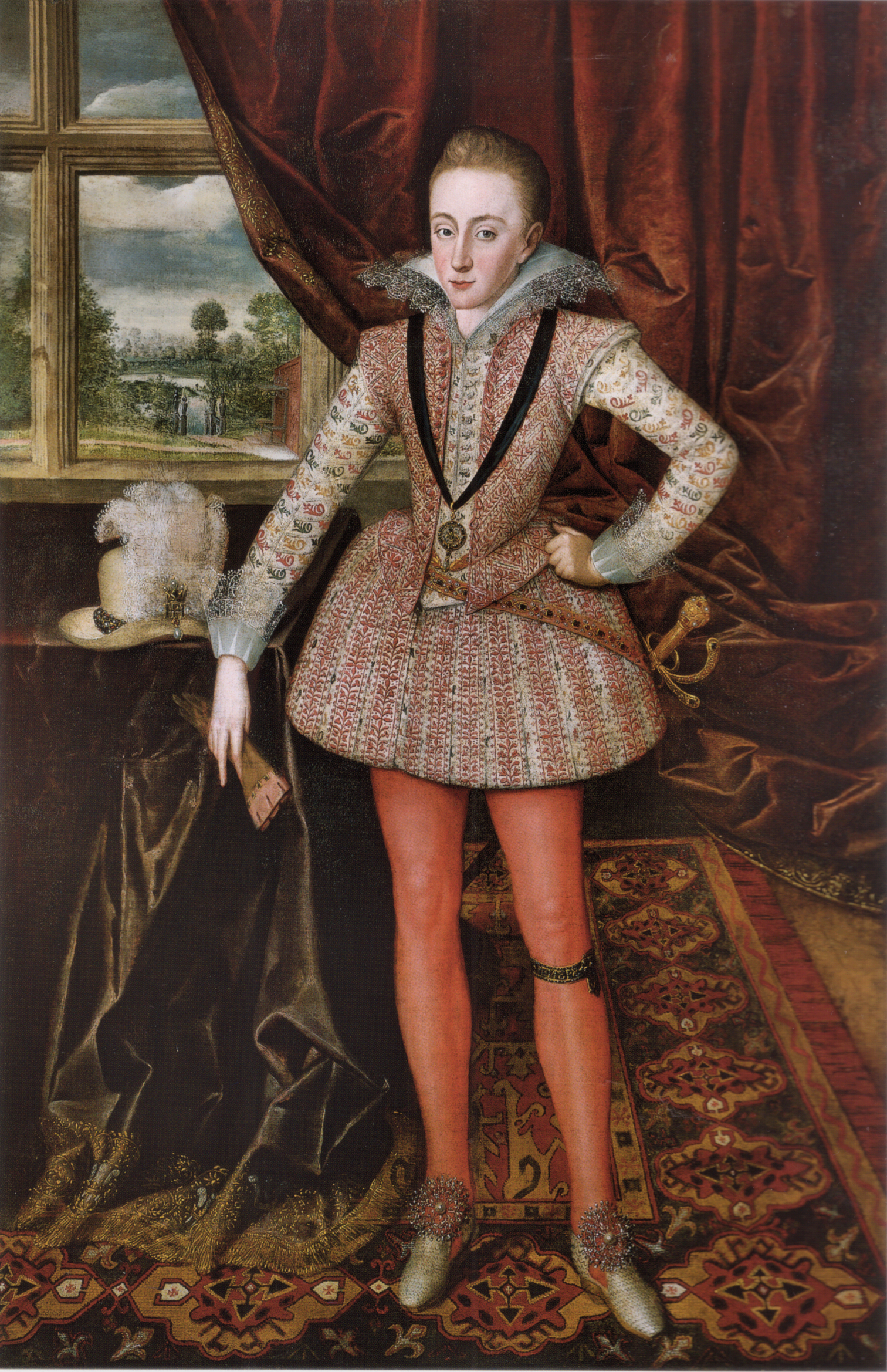
Il principe di Galles ritratto nel 1610.

Secondo le fonti dell'epoca Giacomo era realmente infatuato della giovane sposa, ma questo sentimento svanì presto lasciando i due coniugi in disaccordo su diversi fronti, anche se nei primi anni di matrimonio pare che il re abbia trattato Anna con una certa pazienza ed affetto. Fra il 1593 e il 1595 Giacomo intrattenne una relazione con Anna Murray ed Anna stessa fu oggetto di qualche pettegolezzo.
Fin dall'inizio subì una certa pressione perché desse alla Scozia e al re un erede, ma il 1591 e il 1592 passarono senza che Anna rimanesse incinta. Alcuni libelli di stampo presbiteriano iniziarono di nuovo a circolare adducendo chiacchiere sulla presunta omosessualità del re e si sussurrava anche che la regina non potesse avere figli. Fu quindi con grande gioia che Anna diede alla luce un maschio, il principe Enrico Federico il 19 febbraio 1594.
Subito dopo la nascita del figlio Anna comprese che non avrebbe avuto molta voce in capitolo circa la crescita del bambino. Giacomo, infatti, aveva messo a capo della nursery la sua bambinaia, Helen Little, che usò per Enrico la stessa culla in cui era stato il sovrano. Altro motivo di disaccordo fu la decisione del marito di porre il principe sotto la custodia di John Erskine, XVIII conte di Mar, presso il Castello di Stirling, in ottemperanza alle tradizioni scozzesi.
Nel tardo 1594 Anna iniziò una furiosa lotta per il controllo sulla vita di Enrico, attirando alla sua causa diversi sostenitori, incluso il cancelliere John Maitland, I Lord Maitland di Thirlestane (1537-3 ottobre 1595). Nervoso per il punto cui sua moglie sarebbe potuta giungere pur di avere il figlio, Giacomo ordinò formalmente a Mar di non consegnare il bambino a nessuno se non per suo ordine diretto e di non darlo alla regina nemmeno se lui stesso fosse morto. Anna quindi chiese che la questione fosse portata dinnanzi al Consiglio, ma Giacomo non volle sentirne parlare. In quel periodo i due discussero furiosamente tanto che Anna arrivò spesso alle lacrime, sopraffatta dalla rabbia. In quello stesso periodo ebbe un aborto spontaneo. In seguito, almeno apparentemente, la regina abbandonò la battaglia, ma il matrimonio suo e di Giacomo era rovinato più o meno irreparabilmente.
Anna ebbe un'occasione tardiva di ottenere la custodia del figlio nel 1603, quando Giacomo e Mar dovettero recarsi a Londra per assumere la corona inglese a seguito della morte di Elisabetta I d'Inghilterra, morta senza figli. Anche se incinta, Anna si diresse a Stirling insieme a un gruppo di nobili a lei fedeli con l'intento di prelevare il figlio, ormai di nove anni, che negli ultimi cinque aveva visto a stento; tuttavia la madre ed il fratello di Mar non le permisero che di portare con sé più di due attendenti per seguirla dentro il castello. L'ostinazione dei custodi di Enrico le provocò un tale accesso di rabbia che poco dopo abortì nuovamente.
Quando Mar fece ritorno dicendole che Giacomo le ordinava di seguirlo in Inghilterra, ella gli comunicò che non avrebbe obbedito a meno che non le venisse concessa la custodia del figlio. A quel punto Giacomo fu costretto a capitolare, anche se sottolineò in una lettera a Mar il comportamento disobbediente della moglie come tipicamente femminile e ne sottolineò l'estrema caparbietà. Dopo una breve convalescenza lei ed Enrico si diressero debitamente verso sud ed il suo arrivo causò un certo clamore, tanto che quando arrivò la corte era piena di nobili, uomini e donne, giunti per vederla. Era dall'epoca di Enrico VIII che l'Inghilterra non aveva una regina consorte.

### Contrasti nella vita coniugale

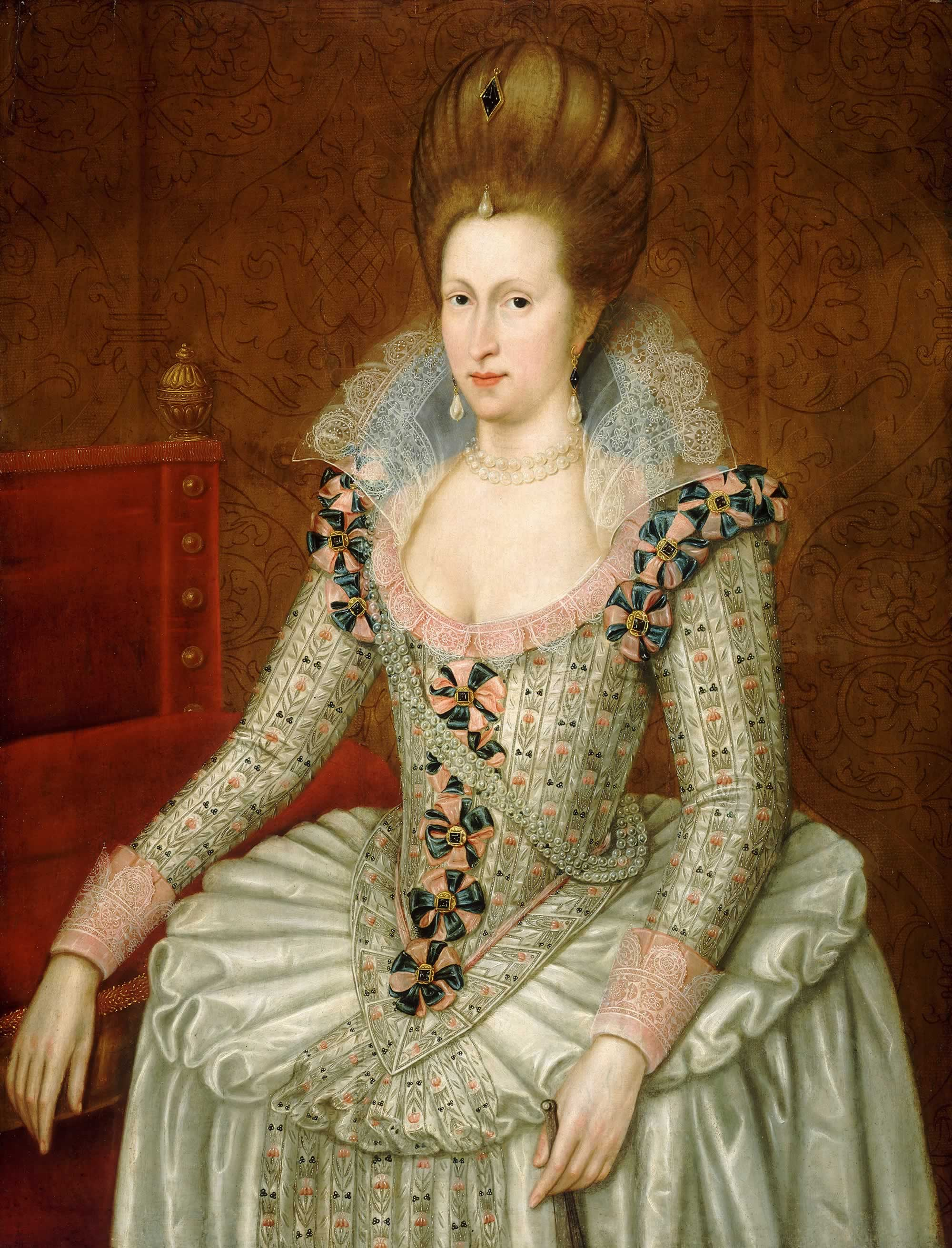
Ritratto di Anna di Danimarca, 1605 ca.

Nel corso degli anni i nobili notarono che c'erano frequenti dissidi fra Anna e Giacomo. Nel 1600 John Ruthven, III conte di Gowrie e suo fratello Alexander Ruthven vennero assassinati perché sospettati di voler rapire o assassinare il re e questo portò come conseguenza il licenziamento delle loro sorelle Beatrix e Barbara dal posto di dame di compagnia della regina, che le teneva in altissima considerazione. A quel tempo la regina era incinta di cinque mesi e si rifiutò di uscire dal letto se non le fossero state ridate le due damigelle e per due giorni si rifiutò anche di mangiare. Giacomo alla fine riuscì a distrarla arruolando degli acrobati, ma la regina non cedette ed il suo appoggio alla famiglia Ruthven non passò inosservato. Nel 1602 Anna portò di nascosto Beatrix Ruthven a Holyrood ed alla fine Giacomo cedette, accordando alla donna una pensione annuale di 200 sterline.
Un altro scontro si ebbe nel 1613 quando Anna uccise per errore il cane preferito del marito durante una battuta di caccia: dopo la rabbia iniziale il re le donò un diamante del valore di 2.000 sterline, in memoria dell'animale che si chiamava Jewel (gioiello).
A Londra Anna cominciò a costruire una corte cosmopolita e amava viverci, mentre Giacomo preferiva scappare in campagna ogni volta che poteva, andandosi a rifugiare nel suo casino di caccia a Royston (Hertfordshire). Il cappellano di Anna, Godfrey Goodman, scrisse che Giacomo era un uomo virtuoso, ma che c'era troppo poco in Anna perché egli le fosse devoto e sebbene l'amasse come un marito ama una moglie i due non potevano nemmeno vivere insieme.
Anna andò a vivere al Palace of Placentia e poi alla Somerset House, che ella ribattezzò Denmark House e dal 1607 in poi i due raramente vissero insieme. Fino a quel momento la regina aveva partorito sette figli e aveva avuto almeno tre aborti e dopo essere a stento sopravvissuta alla nascita dell'ultima figlia nel 1606, che era poi morta quasi immediatamente, aveva deciso di non avere altri figli e questo potrebbe aver aperto ancora di più il solco esistente fra i due coniugi.
Nel 1612 Enrico morì, probabilmente di tifo, e nell'aprile successivo la principessa Elisabetta partì per Heidelberg per sposare Federico V Elettore Palatino: questi due eventi probabilmente indebolirono ulteriormente i già fragili legami che univano la regina e il re. Anna fu duramente colpita dalla morte del figlio appena diciottenne tanto che l'ambasciatore veneziano venne avvisato di non porgerle le condoglianze, giacché ella non era in grado di sopportarne nemmeno la menzione. Da quel momento in avanti la salute di Anna cominciò a declinare e si allontanò gradatamente dalla vita di corte e l'ultimo masque cui partecipò fu nel 1614. Anche la sua influenza su Giacomo svanì tanto che egli divenne apertamente dipendente dai suoi potenti favoriti.
Giacomo aveva sempre avuto dei favoriti presso la corte, ma ora li incoraggiava ad assumere un ruolo attivo nel governo. Anna reagì in maniera del tutto differente rispetto ai due grandi favoriti che dominarono l'ultima metà del regno del marito, Robert Carr, I conte di Somerset e George Villiers, I duca di Buckingham. Anna detestò apertamente Carr, ma appoggiò l'ascesa di Buckingham: il re lo nominò cavaliere nella camera della regina e Anna intrattenne con lui un'amichevole corrispondenza, soprannominandolo il suo “cagnolino”. Tuttavia la gloria di Buckingham segnò la fine dell'importanza di Anna: la regina divenne sempre più dimenticata e visse l'ultima parte della sua vita in relativa solitudine.

### L'incerta conversione
Numerose fonti indicano che uno dei motivi di contenzioso fra Anna e Giacomo furono questioni di ordine religioso. Al momento dell'incoronazione, per esempio, ella rifiutò di ricevere l'Eucaristia secondo il rito anglicano. Anna era stata educata secondo i dettami del Luteranesimo, ma pare che a un certo punto si sia discretamente convertita al Cattolicesimo, una cosa che, se si fosse risaputa, avrebbe causato un certo imbarazzo per la Chiesa di Scozia e generato diversi sospetti in Inghilterra.
Quando la regina Elisabetta era ancora in vita si era preoccupata di tale possibilità e le aveva inviato diversi messaggi, invitandola a non ascoltare i consigli dei papisti, e le chiedeva di inviarle i nomi di tutti coloro che avevano tentato di convertirla: Anna replicò che non c'era bisogno di nessun nome, perché ogni sforzo era fallito. Anna tuttavia si attirò le critiche della Chiesa di Scozia per aver tenuto con sé Henrietta Gordon, moglie del cattolico esiliato George Gordon, I marchese di Huntly, in qualità di confidente. Dopo che Gordon fu riammesso in patria nel 1596, Anna fu definita atea dal ministro di Saint Andrews, che rimarcò in un sermone quanto la regina fosse una donna per il quale il clero era obbligato a pregare per le dovute apparenze, ma che non v'era speranza che ne uscisse niente di buono.
Quando la spia Anthony Standen fu scoperta nell'atto di consegnarle un rosario donatole da Papa Clemente VIII nel 1603, Giacomo lo fece arrestare e portare alla Torre di Londra, dove rimase per dieci mesi. Anna manifestò un certo fastidio per il dono ricevuto, ma si assicurò ugualmente che Standen venisse rilasciato.
Al pari del marito anche Anna supportò due matrimoni cattolici per due dei suoi figli e nella sua corrispondenza con Maria Anna di Spagna ella manifestò il desiderio che due frati fossero mandati a Gerusalemme a pregare per lei e Giacomo. Il papato stesso non fu mai del tutto sicuro delle tendenze religiose di Anna, tanto che Papa Paolo V nel 1612 mise in guardia uno dei suoi nunzi sull'incostanza della regina in materia di fede.

### La morte
Dal 1617 i periodi in cui Anna era malata incominciarono ad allungarsi sempre di più e nel gennaio del 1619 ebbe inizio la sua ultima malattia. In quell'ultimo periodo Giacomo andò a trovarla anche tre volte al giorno, mentre suo figlio Carlo scelse di dormire in una camera adiacente a quella della madre al palazzo di Hampton Court e le fu accanto nelle sue ultime ore. Anna morì il 2 marzo 1619, probabilmente a causa di una forma di idropisia.
La regina venne sepolta nell'abbazia di Westminster il 13 marzo, ma la sua tomba andò distrutta durante la Guerra civile inglese.

## Discendenza
A Giacomo I Anna diede sette figli, oltre a subire almeno tre aborti spontanei. Tutte le gravidanze vennero documentate dal suo medico personale, Martin Schöner. 
- Enrico Federico (1594 - 1612), Principe di Galles, morto all'età di 18 anni, probabilmente di febbre tifoidea;
- Aborto spontaneo (luglio 1595);
- Elisabetta (1596 - 1662), sposò nel 1613 Federico V Elettore Palatino: sono discendenti della coppia i monarchi del casato di Hannover e gli attuali Windsor;
- Margherita (24 dicembre 1598 - marzo 1600), nata a Palazzo Dalkeith e morta a Palazzo Linlithgow, sepolta nell'Abbazia di Holyrood;
- Carlo I (1600 - 1649), successore del padre sul trono, sposò nel 1625 Enrichetta Maria di Borbone-Francia: per il tramite della discendenza illegittima dei suoi figli Carlo II e Giacomo II, è antenato di entrambe le mogli di Carlo III, Diana e Camilla;
- Roberto, duca di Kintyre (18 gennaio 1602 - 27 maggio 1602);
- Aborto spontaneo (10 maggio 1603);
- Maria (8 aprile 1605 - 16 dicembre 1607), nata a Palazzo Greenwich e morta a Stanwell;
- Sofia (22 giugno 1606 - 23 giugno 1606), nata e morta a Palazzo Greenwich;
- Aborto spontaneo.

## Ascendenza
|                                   |                                    |                                   | Genitori                         |  |  | Nonni |  |  | Bisnonni                |  |  | Trisnonni                |  |
|                                   |                                    |                                   |                                  |  |  |       |  |  | Federico I di Danimarca |  |  | Cristiano I di Danimarca |  |
|                                   |                                    |                                   |                                  |  |  |       |  |  | Federico I di Danimarca |  |  | Cristiano I di Danimarca |  |
|                                   |                                    | Dorotea di Brandeburgo            |                                  |  |  |       |  |  | Federico I di Danimarca |  |  |                          |  |
| Cristiano III di Danimarca        |                                    |                                   |                                  |  |  |       |  |  | Federico I di Danimarca |  |  |                          |  |
|                                   |                                    | Anna del Brandeburgo              | Giovanni I di Brandeburgo        |  |  |       |  |  |                         |  |  |                          |  |
|                                   |                                    | Anna del Brandeburgo              | Giovanni I di Brandeburgo        |  |  |       |  |  |                         |  |  |                          |  |
|                                   |                                    | Anna del Brandeburgo              | Margherita di Sassonia           |  |  |       |  |  |                         |  |  |                          |  |
| Federico II di Danimarca          |                                    | Anna del Brandeburgo              |                                  |  |  |       |  |  |                         |  |  |                          |  |
|                                   |                                    | Magnus I di Sassonia-Lauenburg    | Giovanni V di Sassonia-Lauenburg |  |  |       |  |  |                         |  |  |                          |  |
|                                   |                                    | Magnus I di Sassonia-Lauenburg    | Giovanni V di Sassonia-Lauenburg |  |  |       |  |  |                         |  |  |                          |  |
|                                   |                                    | Magnus I di Sassonia-Lauenburg    | Dorotea di Hohenzollern          |  |  |       |  |  |                         |  |  |                          |  |
| Dorotea di Sassonia-Lauenburg     |                                    | Magnus I di Sassonia-Lauenburg    |                                  |  |  |       |  |  |                         |  |  |                          |  |
|                                   |                                    | Caterina di Braunschweig-Lüneburg | Enrico IV di Brunswick-Lüneburg  |  |  |       |  |  |                         |  |  |                          |  |
|                                   |                                    | Caterina di Braunschweig-Lüneburg | Enrico IV di Brunswick-Lüneburg  |  |  |       |  |  |                         |  |  |                          |  |
|                                   |                                    | Caterina di Braunschweig-Lüneburg | Caterina di Pomerania-Wolgast    |  |  |       |  |  |                         |  |  |                          |  |
| Anna di Danimarca                 |                                    | Caterina di Braunschweig-Lüneburg |                                  |  |  |       |  |  |                         |  |  |                          |  |
|                                   | Alberto VII di Meclemburgo-Güstrow | Magnus II di Meclemburgo-Schwerin |                                  |  |  |       |  |  |                         |  |  |                          |  |
|                                   | Alberto VII di Meclemburgo-Güstrow | Magnus II di Meclemburgo-Schwerin |                                  |  |  |       |  |  |                         |  |  |                          |  |
|                                   | Alberto VII di Meclemburgo-Güstrow | Sofia di Pomerania-Wolgast        |                                  |  |  |       |  |  |                         |  |  |                          |  |
| Ulrico III di Meclemburgo-Güstrow | Alberto VII di Meclemburgo-Güstrow |                                   |                                  |  |  |       |  |  |                         |  |  |                          |  |
|                                   |                                    | Anna di Brandeburgo               | Gioacchino I di Brandeburgo      |  |  |       |  |  |                         |  |  |                          |  |
|                                   |                                    | Anna di Brandeburgo               | Gioacchino I di Brandeburgo      |  |  |       |  |  |                         |  |  |                          |  |
|                                   |                                    | Anna di Brandeburgo               | Elisabetta di Danimarca          |  |  |       |  |  |                         |  |  |                          |  |
| Sofia di Meclemburgo-Güstrow      |                                    | Anna di Brandeburgo               |                                  |  |  |       |  |  |                         |  |  |                          |  |
|                                   |                                    | Federico I di Danimarca           | Cristiano I di Danimarca         |  |  |       |  |  |                         |  |  |                          |  |
|                                   |                                    | Federico I di Danimarca           | Cristiano I di Danimarca         |  |  |       |  |  |                         |  |  |                          |  |
|                                   |                                    | Federico I di Danimarca           | Dorotea di Brandeburgo           |  |  |       |  |  |                         |  |  |                          |  |
| Elisabetta di Danimarca           |                                    | Federico I di Danimarca           |                                  |  |  |       |  |  |                         |  |  |                          |  |
|                                   |                                    | Sofia di Pomerania                | Boghislao X di Pomerania         |  |  |       |  |  |                         |  |  |                          |  |
|                                   |                                    | Sofia di Pomerania                | Boghislao X di Pomerania         |  |  |       |  |  |                         |  |  |                          |  |
|                                   |                                    | Sofia di Pomerania                | Anna Jagellone                   |  |  |       |  |  |                         |  |  |                          |  |
|                                   |                                    | Sofia di Pomerania                |                                  |  |  |       |  |  |                         |  |  |                          |  |